# Liisa Pakosta
Liisa-Ly Pakosta, född 3 september 1969 i Tallinn, är en estnisk politiker. Mellan 2015 och 2022 var hon kommissionär med ansvar för jämställdhet och likabehandling. Hon var generaldirektör för Riksantikvarieämbetet från den 1 juli 2022 till den 16 oktober samma år. I valet 2023 kandiderade hon som kandidat för partiet Estland 200 och fick 1 731 röster i valdistrikt 2 (distrikten Tallinn Central, Lasnamäe och Pirita), vilket säkrade hennes val som ledamot av Riigikogu. Hon blev justitieminister och minister för digitala frågor i Kristen Michals kabinett. 